# A Mathematical Theory of Communication
A Mathematical Theory of Communication ("Uma teoria matemática de comunicação") é um artigo do matemático Claude E. Shannon publicado no Bell System Technical Journal em 1948. Foi renomeado para The Mathematical Theory of Communication no livro de 1949 de o mesmo nome, uma pequena mas significativa mudança de título depois de perceber a generalidade deste trabalho. Tornou-se um dos artigos científicos mais citados e deu origem ao campo da teoria da informação.

## Publicação
O artigo foi o trabalho fundador do campo da teoria da informação. Mais tarde, foi publicado em 1949 como um livro intitulado The Mathematical Theory of Communication (ISBN 0-252-72546-8), que foi publicado como brochura em 1963 (ISBN 0-252-72548-4). O livro contém um artigo adicional de Warren Weaver, fornecendo uma visão geral da teoria para um público mais geral.

## Conteúdo
O artigo de Shannon estabeleceu os elementos básicos da comunicação:
- Uma fonte de informação que produz uma mensagem;
- Um transmissor que opera na mensagem para criar um sinal que pode ser enviado através de um canal;
- Um canal, que é o meio pelo qual o sinal, transportando a informação que compõe a mensagem, é enviado;
- Um receptor, que transforma o sinal de volta na mensagem destinada à entrega;
- Um destino, que pode ser uma pessoa ou uma máquina, para quem ou para qual a mensagem se destina.

Também desenvolveu os conceitos de entropia e redundância de informação, e introduziu o termo bit (que Shannon creditou a John Tukey) como uma unidade de informação. Foi também neste artigo que foi proposta a técnica de codificação Shannon-Fano – uma técnica desenvolvida em conjunto com Robert Fano.